# عدد ستان
عدد ستان (به انگلیسی: Cetane number) یک معیار اندازه‌گیری برای نشان دادن زمان تاخیر احتراق سوخت در موتورهای دیزل است. این عدد زمان تاخیر میان شروع پاشش به داخل محفظه احتراق و شروع احتراق سوخت را نشان می‌دهد. در طی این تاخیر زمان، سوخت جمع شده و سپس محترق می گردد و این احتراق به صورت انفجار صورت می‌گیرد تا بتواند یک ضربه قدرت تولید نماید. هر چه زمان تاخیر کمتر باشد احتراق یکنواخت تر خواهد بود. حداقل عدد ستان برای نفت گاز باید ۵۰ باشد. میزان عدد ستان بستگی به فرایندی دارد که نفت گاز از آن تولید می‌شود. نفت گاز تولید شده به روش‌های GTL عدد ستان بالایی دارند و کیفیت احتراق آن‌ها بسیار خوب است.